# Малый Санчур
Малый Санчур — деревня в Меленковском районе Владимирской области России, входит в состав Дмитриевогорского сельского поселения.

## География
Деревня расположена вблизи левого берега Оки в 6 км на юго-запад от центра поселения села Дмитриевы Горы и в 28 км на юго-восток от райцентра города Меленки. Деревня стоит на орографически правом, географически южном, берегу небольшой реки Черемухи, притока Оки. На другом берегу Черемухи находится деревня Большой Санчур.

## История
Село Малый Санчур, впервые отмечено отдельного от Большого Санчура на карте 1815 года
На карте Менде Владимирской губернии 1850 года Малый Санчур отмечен как сельцо Санчур, в 1859 году в нем было 42 двора. В конце XIX — начале XX века Санчур Малый — крупное сельцо в составе Димитровско-Горской волости Меленковского уезда.

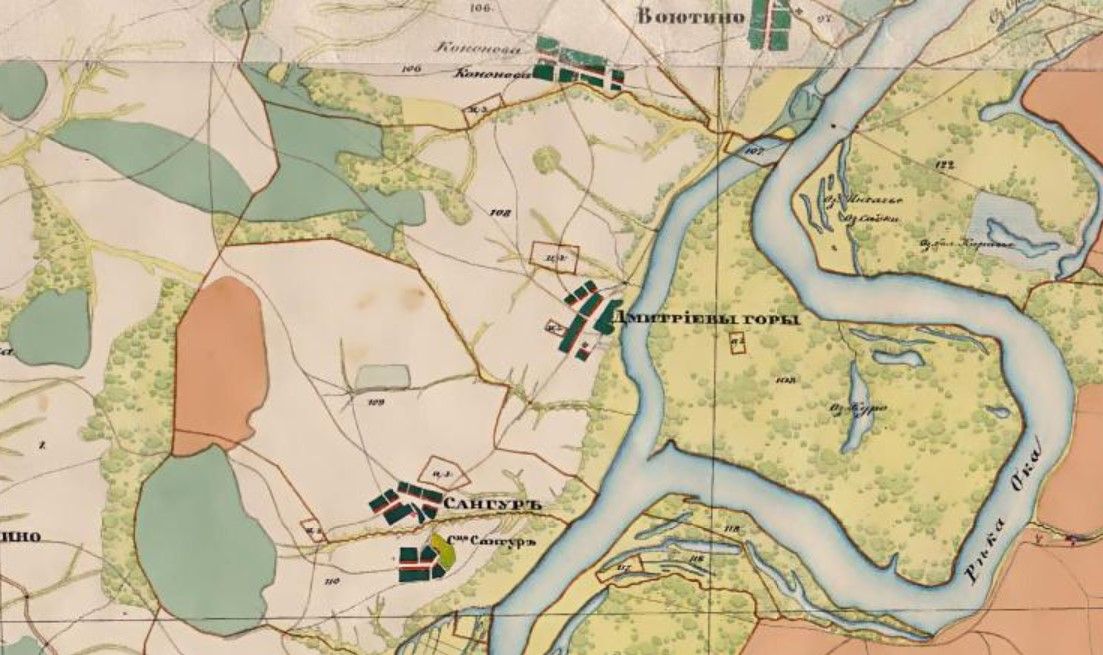
Сельцо Санчур ниже деревни Санчур на карте 1859 года

С 1929 года деревня в составе Больше-Санчурского сельсовета Ляховского района. С 1963 года в составе Дмитриево-Горского сельсовета Меленковского района Владимирской области.

## Усадьба в Малом Санчуре
На высоком левом берегу Оки, в междуречье двух тихих и мелководных ее притоков Ястребки и Черемушки (сейчас название речки Санчурка), расположены два старинных русских села Малый Санчур и Большой Санчур. Раскинулись они как две улицы одного большого села, разделенные глубоким оврагом, по дну которого в густых зарослях черемухи лениво петляет Санчурка
Существует предание, что Санчуры основали бежавшие от помещичьего произвола в Муромские леса крепостные северных губерний страны. Под предводительством своего атамана Сани Чуркина они грабили на Муромской дороге богатых купцов, спешивших с товарами на базары в Елатьму и Касимов и раздавали награбленное бедным крестьянам. После смерти атамана, благодарные крестьяне назвали поселение Санчуром.
Первое упоминание о Санчуре обнаружено в «Переписной книге Муромского уезда» 1646 года, где значилось село Большой Санчур, принадлежащее прапорщику Лаврентию Савельеву, сыну Бахматову и сельцо другой Санчур, принадлежащее князю Фоме Дмитриеву, сыну Мезецкому.
Князья Мезецкие появляется на службе в Москве в 15 веке. Свой удел они потеряли, вероятно, в самом начале XVI века. Уже к середине столетия Мезецкие измельчали и никакой существенной политической роли не играли, оставаясь на второстепенных ролях в русском войске. В конце XVII века род князей Мезецких угас. Из всего можно сделать вывод, что ввиду прекращения рода Мезецких, их владения переходят в руки других землевладельцев. А именно роду Иконниковых. В «Экономических примечаниях» к плану Генерального межевания Меленковского уезда, составленному в конце 18 века, значатся село Санчур и сельцо Санчур. Эти названия сохранились за ними и в документах Владимирского губернского по крестьянским делам присутствия за 1862 год уставные грамоты на село Сунчур наследников коллежского регистратора Ивана Андреевича Баташова и сельцо Санчур, наследников коллежского асессора Алексея Ефимовича Иконникова.
В газете «Коммунар» (Меленковская районная газета) есть небольшая заметка о помещике Малого Санчура: «Невозможно сейчас установить, по каким делам в первой половине 18 века коллежский асессор А. Е. Иконников ездил в Харьков. Но известно, что он посещал там игровые дома и небезуспешно играл в карты с местными крепостниками. Вот что говориться об этом в одной книге: „Помещик Парасунько… был человеком своенравным, азартным. Однажды он проиграл в карты владимирскому помещику целую деревню крепостных крестьян, что находилась на Харьковщине. А тот, недолго думая, перевез крестьян…во владимирскую губернию в село Санчур Дмитриевогорской волости Меленковского уезда“.
Село так и оставалось во владении Иконниковых до отмены крепостного права. По сведениям 1900 года сельцо Санчур значиться за Барином Иконниковым за которым числиться 125 дворов. После отмены крепостного права почти все украинцы уехали из Санчура на родину.

### Усадьба Капацинской в Малом Санчуре
Из переписи селений за 1897 год упоминается Капацинская К.Д усадьба владелицы, здесь находился деревянный господский дом.
К концу 19 века в уезде уже немного осталось представителей древних родов, вроде Романовых, Лыковых, Языковых и других. Зато появилась новая знать, с мало что говорящими для историка фамилиями.
Представитель рода Капацинских может по праву гордиться своей фамилией как самобытным памятником польской культуры. Фамилия Капацинский образована от прозвища Капаца, которое, скорее всего, происходит от польского слова kapac — „капать“. В этом случае прозвище Капаца соответствует русскому Капля: так могли называть маленького ребенка или человека с маленьким ростом. Фамилия Капацинский представляет собой отчество второго порядка: Капацинский — сын Капацина и внук Капаци. Таким образом, потомок человека, которого звали Капацин, со временем получил фамилию Капацинский.
Так и в Меленковском районе местная помещица носила интересную фамилию для нашей местности. К сожалению лишь малая информация дошла до нас о роде Капацинских. Ведь события начала 20 века, изменение политического настроения в стране, много уничтожило памятников русского дворянства.
Лишь небольшая информация от старожилов села и из газеты Коммунар оставили воспоминания о роде Капацинских на меленковской земле.
Например из газеты „Коммунар“ узнаем: „Революционер Иван Андреевич Табейкин на сельском ходе разъяснял землякам аграрную политику землякам, убеждал крестьян, что земля должна принадлежать им, а не помещикам. Под его воздействием сельский сход постановил не платить податей помещице Капацинской, добиться от нее письменного подтверждения о передаче своей земли крестьянам, составил приговор о самовольном разборе общественного хлебозапасного магазина, предъявил требование Капацинской о выдаче сходу принадлежащего ей сена. После этого все крестьяне села Санчур отказались выполнять выкупные платежи, постановили не платить аренду дворянке Капацинской за землю для выгона скота“. Капацинская пожаловалось на Табейкина И. А. за подстрекательство местных крестьян к аграрным беспорядкам, и его арестовали 20 декабря 1905 года». 
Или вот такое упоминание «В 1914 году в Санчуре была открыта корзиночная мастерская и для заготовки прута пришлось арендовать у Капацинской остров по 10 копеек за 1000 срезанных прутьев. Всего заготовлено у Капацинской 1406,95 тысяч прута».
Из выше сказанного можно сделать вывод, что Капацинские содержали себя из средств с аренды от земли, как и многие помещики того времени.
Сама барыня Екатерина Капацинская была женщиной доброй, отзывчивой, старалась всем помогать, жертвовала деньги на строительство храма в селе Воютино. В селе ее уважали и барина тоже, как звали барина не кто не помнит, но тот сад который он посадил около своего поместья был богат на диковинные растения и деревья. В советское время сад Капацинских будет базой для ШКМ (школа крестьянской молодежи). Крестьяне работали в усадьбе Капацинских, были и прислуга, и ко всем барыня относилась хорошо.
В 1930 годы Капацинские были раскулачены и уехали из Малого Санчура, как сложилась их дальнейшая судьба мы не знаем, но необычная фамилия Капацинских осталось в памяти местных жителей и в истории района.
С приходом советской власти в 1924 году волисполком принял решение открыть в бывшем имении барыни Капацинской первую больницу для крестьян волости. К середине следующего года больница была полностью подготовлена к открытию, было завезено оборудование и медикаменты, но открыть больницу не удалось. В июле 1925 года в самый разгар сенокоса, когда все взрослое население находилось в лугах, за рекой Окой, больницу подожгли, она сгорела дотла.
В 1927 году в бывшее имение Капацинской, была переведена школа крестьянской молодежи (ШКМ), в котором кроме земельного участка с запущенным садом ничего не осталось, так как дом и другие постройки сгорели в пожаре 1925 года. С поселка имени Карла Маркса были перевезены и восстановлены: здание школы, квартиры учителей и другие постройки. Так на месте бывшего имения Капацинской заработала школа.
Сохранилось здание школы, построенное в 1927 году.

## Население
| 1859 | 1897 | 1905  | 1926  | 2002 | 2010 | 2021 |
| ---- | ---- | ----- | ----- | ---- | ---- | ---- |
| 409  | ↗689 | ↗1019 | ↗1081 | ↘214 | ↘198 | ↘147 |

## Современное состояние
В деревне расположены Малосанчурский фельдшерско-акушерский пункт, МБДОУ «Детский сад № 32», молочно-товарная ферма № 3 СПК «Дмитриевы Горы».

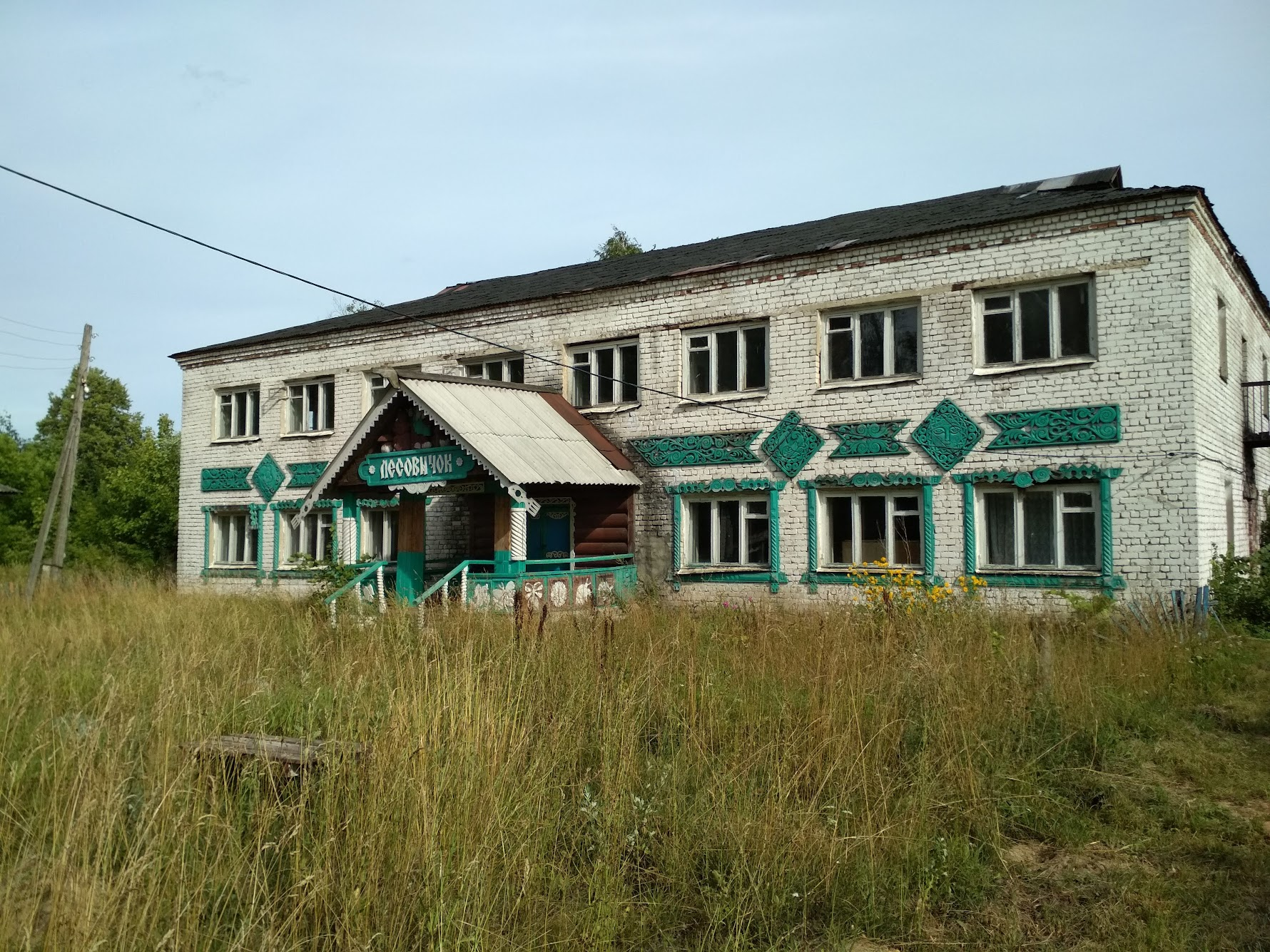
Детский сад Лесовичок
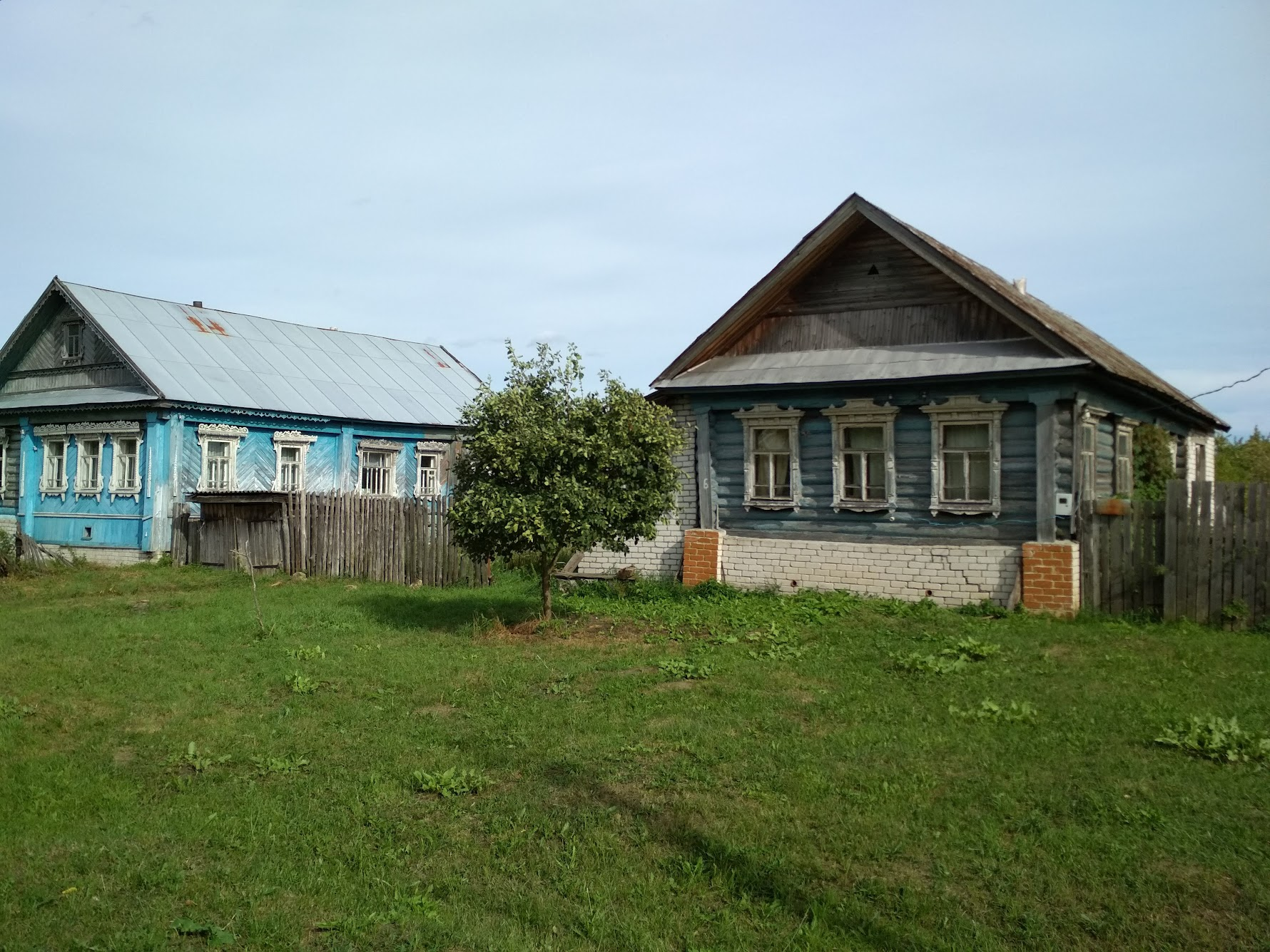
Частные дома
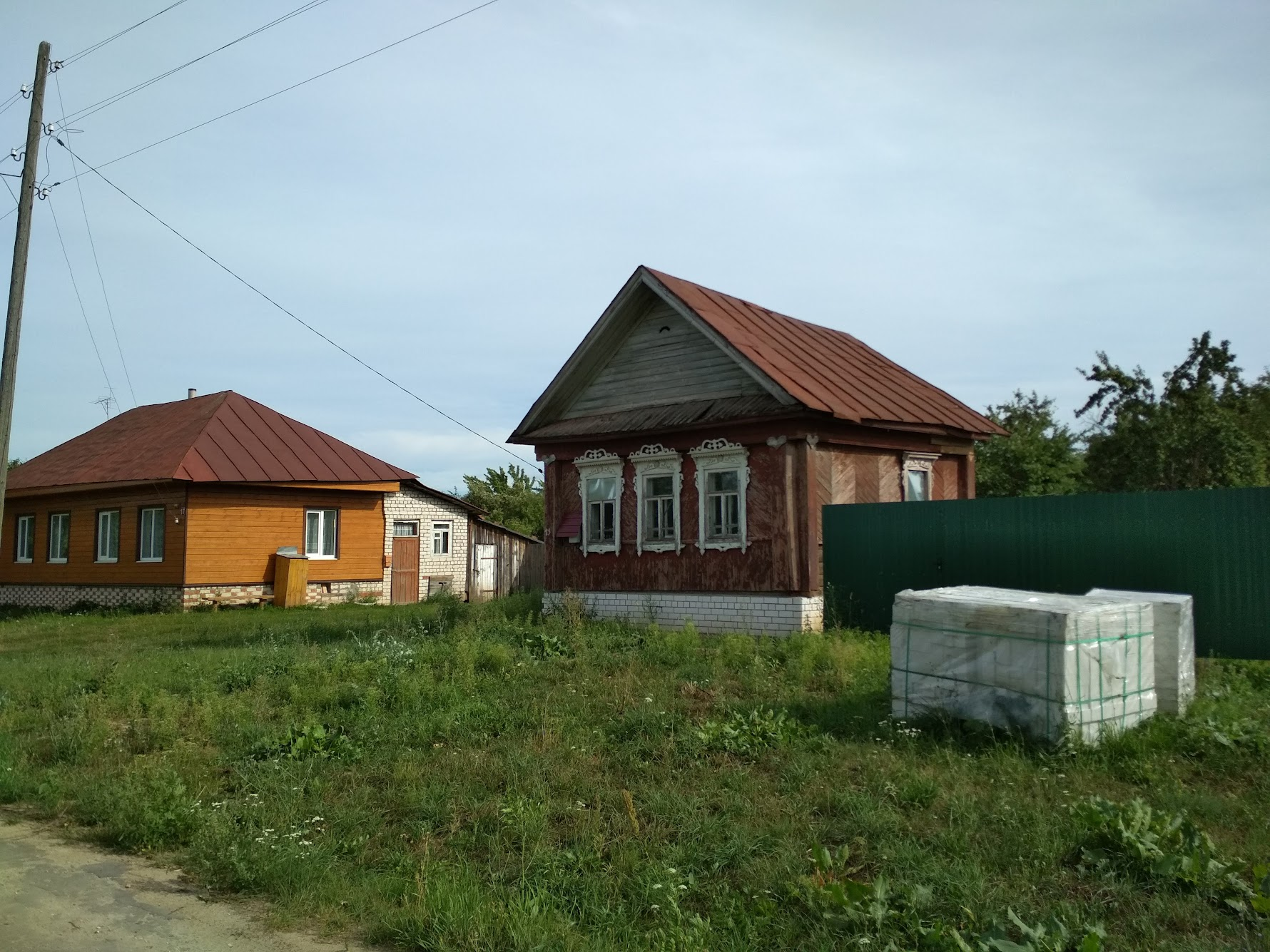
Частные дома
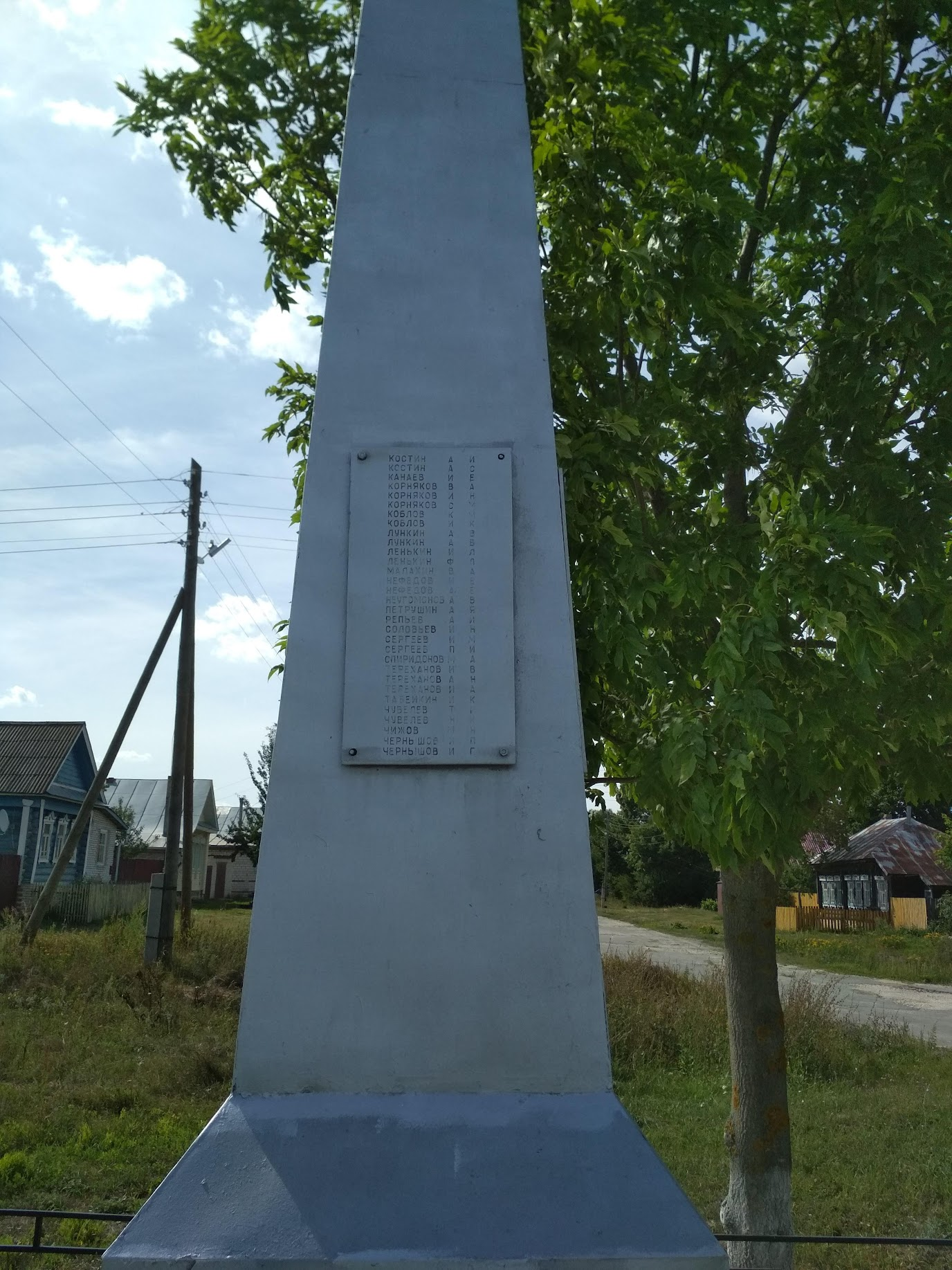
Стелла с именами павших в Великой Отечественной войне жителей Малого Санчура